# شاو کامیونیکیشن

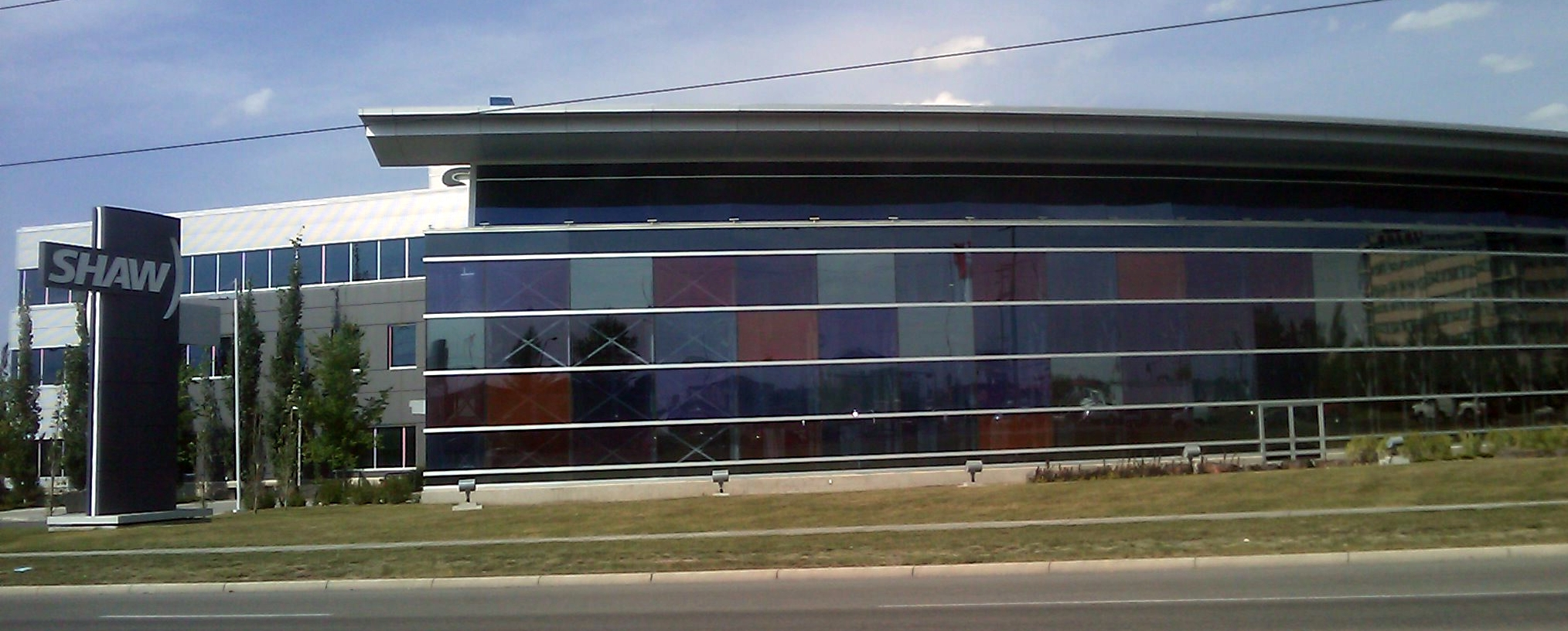
ساختمان مرکزی شاو کامیونیکیشن در کلگری

شاو کامیونیکیشن (به انگلیسی: Shaw Communications) شرکت مخابرات و رسانه‌های گروهی کانادایی است، که در زمینه ارائه خطوط تلفن ثابت، دسترسی به اینترنت و سرویس‌های تلویزیون کابلی فعالیت می‌کند.
شرکت شاو کامیونیکیشن در سال ۱۹۶۶ توسط جیمز رابرت شاو در ادمونتون راه‌اندازی شد. دفتر مرکزی این شرکت در شهر کلگری، آلبرتا قرار دارد و بخشی از سهام آن در بازارهای بورس نیویورک و بازار بورس تورنتو معامله می‌شود.